# アイル・ビー・ゼア (映画)
アイル・ビー・ゼア（I'll Be There）は2003年に公開された映画作品。米英共同制作。
歌手シャルロット・チャーチの映画デビュー作にして映画初出演作。監督などをつとめるクレイグ・ファーガソンは本編にポール役で出演している。日本では劇場未公開。

## ストーリー
ゴールドディスクを出すほどに有名になりのし上がったロック歌手のポール・カーはその最中のある日、イギリスの田舎に住む女性と恋に落ちる。それから10数年後、今は普通に暮らすポールの前に自分の娘だという少女オリビアが現れる。運命なのか歌に目覚めたオリビアはポールの協力をえて夢を追いかけ、家族としての絆も深まっていく。

## キャスト
俳優の横のカッコ内はDVD日本語吹替キャスト
- オリビア・エドモンズ＝カー - シャルロット・チャーチ[2]（塩谷夫抄子）[1]
- ポール・カー - クレイグ・ファーガソン[2]（藤田哲也）[1]
- レベッカ・エドモンズ - ジェマ・レッドグレイヴ[2]（井上彰子）[1]
- ラルフ・ブラウン[2]
- ジョス・アクランド
- イアン・マクニース[2]
- イメルダ・スタウントン[2]
- カースティ・ミッチェル[2]

## DVD
ワーナー・ホーム・ビデオから2005年4月22日リリース。